# Église Mikael d'Helsinki

L'église Saint-Michel d’Helsinki (en finnois : Mikaelinkirkko) est une église construite dans le quartier de  Kontula à Helsinki. L'église est située sur le chemin emännänpolku juste à côté du centre commercial de Kontula.

## Description
L'église propose 300 sièges et les salles paroissiales 250 sièges. Sur le terrain de l'église, il y avait une église provisoire ouverte avant 1986 dans un bâtiment conçu par Heikki Siren et Kaija Siren et construit dans les années 1960. En 1980, la paroisse lance un concours d'architectes pour la conception d'une nouvelle église auquel participent 138 architectes. La construction devait débuter en 1984, mais le lauréat du concours n'appartenant pas à la communauté religieuse, le projet est rejeté. Le projet de Käpy Paavilainen et Simo Paavilainen sera finalement retenu.
L'orgue, mise en service en 1991, vient de la fabrique d'orgues de Kangasala. Sur la toiture, il y a une sculpture en bronze de Kari Juva représentant l’archange Michel dont l'église porte le nom.